# Darfo Boario Terme
Darfo Boario Terme (Dàrf in dialetto camuno) è un comune italiano di 15 929 abitanti, situato nella bassa Val Camonica, provincia di Brescia in Lombardia.
Il capoluogo del comune è Darfo, mentre la sua denominazione è dovuta al nome del capoluogo unito a quello della principale frazione, Boario Terme.

## Geografia fisica

### Territorio
(Gregorio Brunelli, Curiosi trattenimenti contenenti ragguagli sacri e profani dei popoli camuni, 1698)
Darfo sorge alla confluenza tra il fiume Dezzo ed il fiume Oglio, alle pendici di un monticello di arenaria rossa posto al centro della Val Camonica detto Monticolo. Il territorio è posto allo sbocco della Valle di Scalve ed è densamente urbanizzato.
Intorno al centro, cioè Darfo, Boario Terme, Corna, Montecchio, si sviluppano a raggiera: Erbanno, Gorzone, Sciano, Angone, Fucine, Pellalepre, Bessimo superiore e Capo di Lago. I quattro quartieri più importanti della città (Darfo, Boario Terme, Corna e Montecchio) sono strettamente integrati a formare una sorta di quadrilatero, il cui centro è la zona "Isola", nome derivante dal fatto che si trova ad un'ansa del il fiume Oglio.

### Superficie
L'area urbana ha una superficie di 36,2 km², e dal punto di vista altimetrico il dislivello è notevole: dal punto più basso del Bessimo sup. (206 m) al valore massimo del Dosso Sparviero (1895 m).

### Rilievi montuosi
I rilievi più importanti del governo municipale sono: Monte Erbanno (1664 m) e Altissimo (1704 m) a nord-ovest, Dosso Blussega (1810 m) e Dosso Sparviero a est (1895 m). L'area presenta formazioni rocciose a Montecchio e Corna, e ghiaia e sabbia lungo l'alveo del fiume Oglio. I Monticoli (derivante al tardo latino monticŭlus, diminutivo di mons, che vuol dire "monte") sono molto importanti per il paese di Darfo Boario Terme, infatti essi hanno più volte protetto la Piana Boario dalle piene del fiume Oglio e la loro altezza massima è di 394 m.

#### Pietra Simona
La roccia affiorante che forma i caratteristici Monticoli è costituita da arenaria rossa, detta anche "Pietra Simona", proveniente dalla zona di Simoni di Gorzone, dove è stata estratta fin dall'antichità. La pietra di Simona è l'elemento base e caratteristico della natura e del paesaggio della Bassa Valcamonica, e, per la sua naturale disponibilità, è alla base dell'arte rupestre. La pietra di Simona è un'arenaria di metamorfismo di contatto; presenta un piano di stratificazione uniforme e un piano di frattura di 45°. Ha la solubilità negativa del cemento, porosità, permeabilità e resistenza chimica. È una specie di roccia elastica e presenta una notevole resistenza alla lavorazione. Il suo peso specifico è calcolato in 3300 kg/m³ e, quando liscio, ha una lucentezza opaca testurizzata. La caratteristica che lo rende immediatamente riconoscibile è il suo colore rosso porpora costante. La versatilità di questa arenaria ha resistito alla concorrenza del marmo nel Medioevo. Marcello Ricardi ha scritto nel n. 1 della rivista L'Ogliolo: «Possedere il portale della casa in pietra Simona significa che a Vicinie si può vedere una famiglia, sia per ricchezza personale che per influenza politica. In molti paesi della Valle Camonica queste strutture sono ancora intatte, e la data dell'inaugurazione è spesso incisa…».

### Idrografia
Ai piedi del centro storico di Erbanno c'è una golena fluviale, oggi case e industrie sono ovunque, dove fino a pochi decenni fa erano presenti solo coltivazioni. Migliaia di anni fa questa pianura era sede di un bacino lacustre, che si estendeva dall'attuale Lago d'Iseo fino a Cividate Camuno. Ciò si evince non solo dalla natura del sottosuolo, ma anche dalla presenza di evidenti strumenti di pesca, come semplici reti e gabbie, nelle incisioni rupestri della zona. Il territorio del comune di Darfo Boario Terme comprende, oltre al fiume Oglio, anche i corsi d'acqua Dezzo, Rovinazza, Budrio, Re, Ogliolo e le centrali idroelettriche Italsider. Fin dai tempi antichi, fiumi e torrenti sono stati gravemente danneggiati dalle inondazioni; basti ricordare il gravissimi disastri provocati dal crollo della diga di Gleno (1 dicembre 1923) e dall'alluvione del 16 settembre 1960.

## Origini del nome
Secondo l'Olivieri, il nome è una parola composta ad arvum, che significa "presente". Secondo Mario Gallotti deriverebbe dalla parola mediterranea arbe, che è il nome del fiume alpino. Alcuni studiosi ritengono che abbia avuto origine dal tedesco Dorf ("villaggio"). Don Lino Ertani ha ipotizzato che Darfo derivi dall'antico vocabolo dialettale Garf ("frana", "ghiaia" e "roccia"). La pronuncia dialettale è in realtà Darf e starebbe ad indicare la risalita del terreno dell'antica Darfo e la discesa dei coni dei torrenti Rovinazza e Re, i quali hanno portato a valle numerosi massi e detriti.

## Storia
La zona era abitata già in epoca preistorica: sono presenti incisioni rupestri presso la località dei Corni Freschi (Attola), ai piedi del Monticolo, e nel Parco comunale delle incisioni rupestri di Luine.
Sempre a Luine sono state rinvenute terrecotte dell'età del bronzo (1969), mentre altre incisioni rupestri sono state trovate nei pressi del Lago Moro. Sul Monticolo è stata rinvenuta invece un'ascia in bronzo nel 1897.
Scarse sono le notizie in età romana, sebbene si supponga che il fondo valle sia stato a quel tempo disabitato a causa di alluvioni dell'Oglio e la presenza di zone paludose. Di età barbarica è probabilmente la necropoli scoperta nel 1808 presso Corna e le tombe scoperte nel 1939 e nel 1958 presso il Municipio.
Divenne centro importante in età medievale, in quanto sede di un porto (presso Montecchio) e del Castello di Montecchio. Nel 1200 è ricordato come burgus fornito di castrum, dove risiedeva la curia, che aveva preso il posto dell'ormai decaduta pieve di Rogno.
Nel 1047 Enrico III elesse Darfo a Corte Regia, e permise agli abitanti della Val di Scalve di continuare l'antica usanza di portare annualmente 1000 libbre di ferro, con la pena per i trasgressori di 100 libbre d'oro. In tal modo dovette essere residenza di un rappresentante o vicario imperiale.
Nel 1508 Darfo (Darf) comparve nella mappa della Val Camonica disegnata da Leonardo da Vinci e conservata al Castello di Windsor.
Nel 1591 vi fu una contesa con Bovegno circa alcuni pascoli in quota.
Nel XVI secolo il porto venne fortemente danneggiato da una serie di alluvioni.
Dopo la metà del XVII secolo si distaccò da Darfo la municipalità di Gianico.
Nel 1830 venne eretto il ponte sull'Oglio, a sei arcate, in legno, tra Darfo e Corna.
Nel 1834 una rivolta dei popolani di Darfo si oppose al dominio austro-ungarico, ma venne subito stroncata.
Il 1º dicembre 1923 il disastro del Gleno comportò ingenti danni al paese e la morte di 150 persone. Anche re Vittorio Emanuele III visitò il paese devastato.
Il 15 aprile 1929 al comune vennero aggregati i comuni soppressi di Erbanno e Gorzone. Nel 1959 vennero aggregate la frazioni di Bessimo Superiore e Capo di Lago, staccate rispettivamente dai comuni di Rogno e di Angolo Terme.
L'8 maggio 1968 il consiglio comunale cambiò la denominazione del comune in Darfo Boario Terme, ed il 28 gennaio 1969, con decreto del Presidente della Repubblica n. 38 il comune venne insignito del titolo di città.
Nel 1980 nacque il Parco comunale delle incisioni rupestri di Luine.

### Simboli
Lo stemma è stato concesso con regio decreto del 26 luglio 1929.
(R.D. del 26 luglio 1929)
Il gonfalone è un drappo di azzurro.

## Monumenti e luoghi d'interesse

### Architetture religiose
Le chiese di Darfo sono:
- Parrocchiale dei santi Faustino e Giovita: citata già nel IX secolo, nel 1200 appare nominato il presbitar ecclesiae sancti Faustini Darvi; subisce notevoli modifiche dopo il concilio di Trento.
- Parrocchiale di Santa Maria Assunta nella frazione di Montecchio.
- Chiesetta del monastero del Sacro Cuore: sorge entro il monastero fondato nel 1729 fondato dal cardinal Angelo Maria Querini.
- Nella frazione Corna di Darfo la chiesa dei Santi Giuseppe e Gregorio Magno costruita su un antico edificio di culto del XII secolo.
- Nella frazione Erbanno ci sono e chiese della Madonna di Restello, la chiesa parrocchiale di chiesa di San Rocco, e quella di San Martino.

### Architetture militari
- Castello di Gorzone
- Castello di Montecchio

### Istituzioni culturali
L’edificio detto "Conventone" (già Convento della Visitazione di Maria) ospita dal 1978 la sede staccata del Conservatorio "Luca Marenzio" di Brescia. Nella chiesa annessa si conserva un antico organo attribuito a Costanzo Antegnati.
All'interno del Parco delle Terme si trova l'ARIS SpazioMuseion, una galleria di arte contemporanea inaugurata il 1º maggio 2025 e gestita dal collettivo artistico bresciano ARIS – Artisti Risorti. Il nome richiama, in modo volutamente tautologico, l’origine etimologica della parola della parola Museo, legata alle Muse, figlie di Zeus e della Memoria. Il gruppo interpreta il museo non come semplice luogo espositivo o di intrattenimento culturale, ma come medium capace di generare aura artistica attraverso la dialettica tra memoria e oblio, tra spettacolarizzazione e nascondimento. In questo senso lo spazio è concepito dagli ARIS come laboratorio di riflessione sul senso dell'arte e dell'artista oggi.

### Patrimoni dell'umanità UNESCO
- Parco archeologico comunale di Luine

### Le terme di Boario

#### Storia

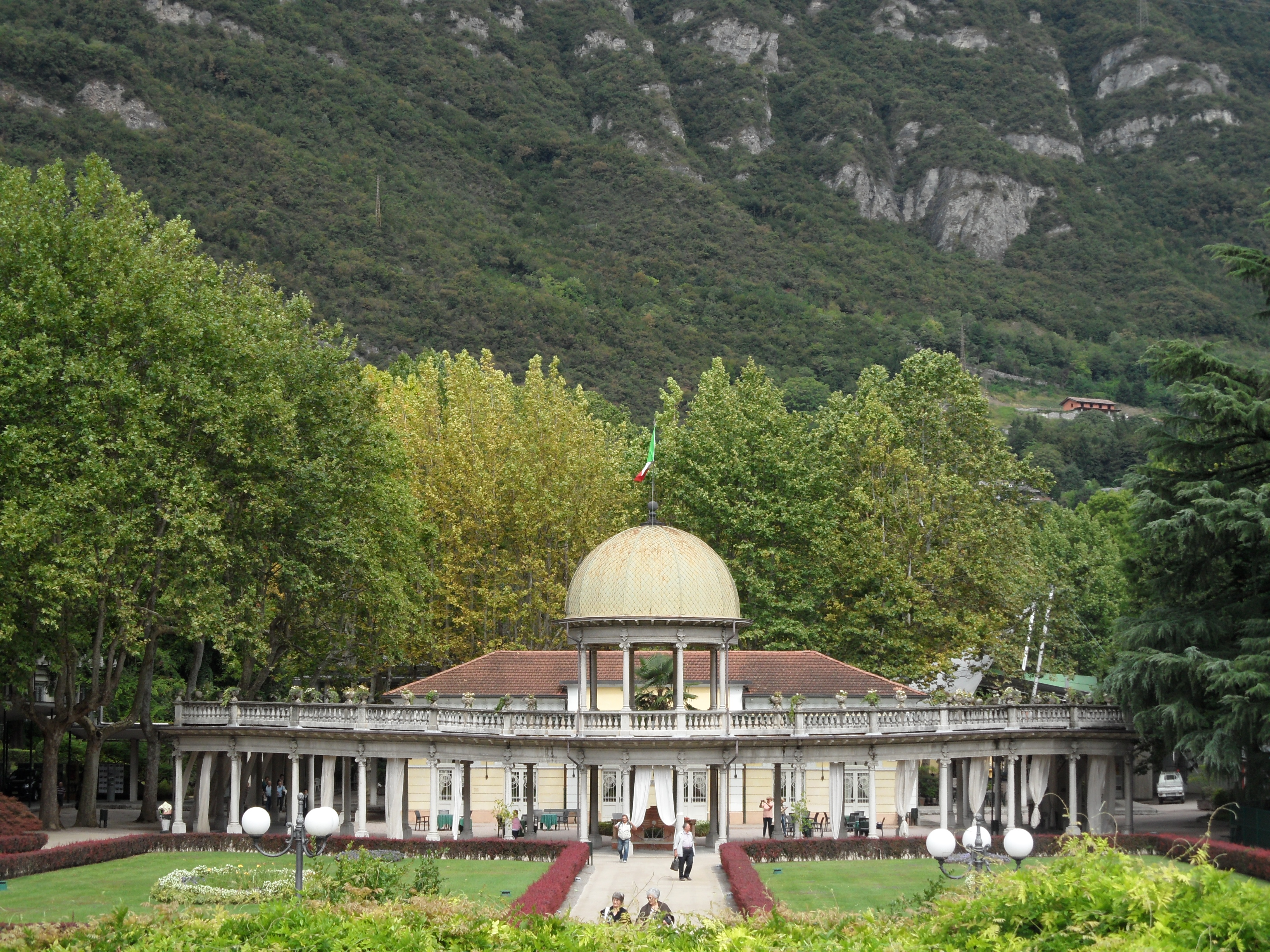
Le Terme di Boario.

Antonio Bazzini, come scrisse in "Cronaca di Lovere", sosteneva che la storia di Boario Terme come eccellente centro di cura iniziasse quando venne costruito il Casinò di Boario, dove venivano gestite "acque salutari magnesiache e vitrinolate di ferro".
Secondo alcuni studiosi, invece, la conoscenza delle acque di Boario risale al XV secolo e spinse alcuni medici a studiarne gli effetti terapeutici. Sembra che vi avesse fatto visita anche il famoso medico e naturalista Paracelso (1493-1541). Nel 1724, quando il medico Francesco Roncalli Parolino scrisse "De acquis brixianis", si verificò un notevole risveglio. Lo stesso Roncalli ha ribadito l'efficacia delle "aquae bogiarianae" in "Europae Medicina" (1747). Nel XIX secolo, Ottavio Ferrario (1840) condusse nuove ricerche e le prime analisi chimiche. Alessandro Manzoni scrisse al medico Giovanni Morelli di Bergamo il 16 dicembre 1845: "Ho ragione di pentirmi di non aver profittato della gentile e cordiale esibizione ch'Ella mi fece per procurarmi direttamente l'acqua di Boario dal padrone del fondo". Nel 1857 il dottor. Biffi, il primo medico scienziato del luogotenente austriaco in Lombardia la definì "la più attiva della Lombardia". Tuttavia, secondo Cantù, la rivalutazione delle acque di Boario si ebbe grazie al medico Zattini di Darfo nel 1858. Solo nel 1906 fu costruito il primo edificio termale con la caratteristica cupola in stile liberty, e l'Hotel Terme, seguito dall’edificazione di altri alberghi. Tuttavia, solo nel 1914, attraverso la costruzione di una stazione termale, si sviluppò scientificamente e metodicamente il valore terapeutico delle acque. In conseguenza di tale sviluppo, il Regio decreto 15 aprile 1926, n. 765 eleva Boario ad Ente Autonomo di Cura. Tra il 1951 ed il 1952, venne scoperta una nuova fonte, oggi chiamata Fausta, in onore del suo scopritore Fausto Cardio. Pochi anni dopo, con l'ampliamento del parco, le terme furono completamente trasformate e venne aggiunto un nuovo padiglione ed un grande auditorium. Nel 1964 viene aperto un nuovo stabilimento termale intitolato ad Alessandro Manzoni. Nel 1965 viene ampliato e rimodernato il vecchio stabilimento termale, dedicato ad Adolfo Ferrata. Nuovi alberghi e pensioni andarono incrementando la capacità ricettiva di Boario Terme. La sorgente termale si trova in un vasto parco, in mezzo a viali ombrosi, vasti prati e aiuole, dominato dalle ripide pareti rocciose del Monte Erbanno.
Dopo tre secoli di rinomata valenza terapeutica e curativa, le terme di Boario conservano una qualità di elevata eccellenza, come attestato dal CerAm, Centro Europeo di Ricerca delle Acque Minerali nel 2010.

#### La cupola
La cupola bell'esempio di architettura in stile liberty, è opera dell’architetto Amerigo Marazzi. Essa è emblema delle Terme di Boario, è realizzata in marmo bianco, e il balcone è sorretto da pilastri con capitelli ionici.

#### Il parco
Nel parco secolare ha una superficie di 130.000 m² in cui vengono captate le acque minerali.

#### Le acque
Le acque termali si formano naturalmente nelle Alpi che circondano la Valle Camonica. Infatti, entrando in contatto con degli elementi minerali, le acque si purificano e si arricchiscono grazie ad essi. Le acque sono di tipo solfato, bicarbonato, calciche e magnesiche fredde (13-15°C). Le quattro fonti di cui sono provviste le terme si differenziano tra loro tramite la concentrazione di sali, una caratteristica che permette loro di avere funzioni terapeutiche diverse quali cura, riabilitazione e prevenzione.

#### La galleria d'arte
All'interno del parco si trova lo SpazioMuseion ARIS, inaugurato nel 2025 e curato dal collettivo ARIS – Artisti Risorti.

## Società

### Evoluzione demografica
Abitanti censiti

### Etnie e minoranze straniere
Secondo i dati ISTAT al 31 dicembre 2010 la popolazione straniera residente era di 2 502 persone. Le nazionalità maggiormente rappresentate in base alla loro percentuale sul totale della popolazione residente erano:
- Romania 666 4,23%
- Albania 423 2,69%
- Bosnia ed Erzegovina 267 1,70%
- Marocco 218 1,38%

### Tradizioni e folclore
Gli scütüm sono nei dialetti camuni dei soprannomi o diminutivi, a volte anche personali, altre indicanti tratti caratteristici di una comunità. Quello che contraddistingue gli abitanti di Darfo è Pescadùr (Pescatori) Oc (Oche) Balutíne (racconta balle - palline).
Lo scütüm di Angone è Gaèi.
Lo scütüm di Fucine è Palòcc.

## Geografia antropica
Il comune di Darfo Boario Terme è il più popoloso della Val Camonica.

### Urbanistica
Attualmente le antiche Comunità di Darfo, Montecchio, Corna, Boario (le prime due sulla sinistra dell'Oglio, le altre sulla destra) formano un unico centro urbano, mentre sono ancora abbastanza separate le frazioni di Fucine, Pellalepre, Bessimo, Erbanno e Gorzone.

### Frazioni

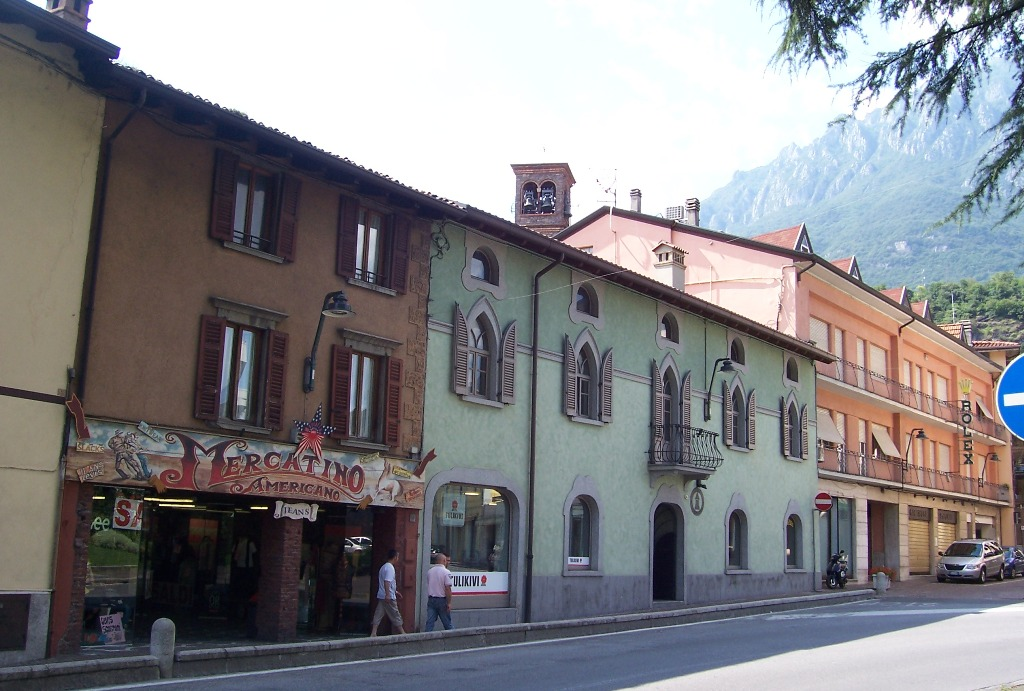
Il centro della frazione di Corna.

- Angone
- Bessimo
- Boario Terme
- Capo di Lago
- Corna (sede comunale)
- Darfo
- Erbanno
- Fucine
- Gorzone
- Montecchio
- Pellalepre

## Infrastrutture e trasporti
Il comune è attraversato dalla ferrovia Brescia-Iseo-Edolo. A Corna è presente la stazione di Darfo-Corna, mentre Boario Terme è servita dalla fermata omonima. Fino al 1956, la ferrovia affiancava la strada nazionale del Tonale e nei pressi dell'ingresso del centro termale fu istituita una fermata apposita. Fino al 1997, era operativa anche la fermata di Erbanno-Angone.
Fra il 1901 ed il 1917, parte della carreggiata della strada nazionale fu impiegata dalla tranvia Lovere-Cividate Camuno che serviva le frazioni di Bessimo, di Boario, di Erbanno e di Angone con apposite fermate. A Corna, invece, era situata la principale stazione intermedia.

## Amministrazione

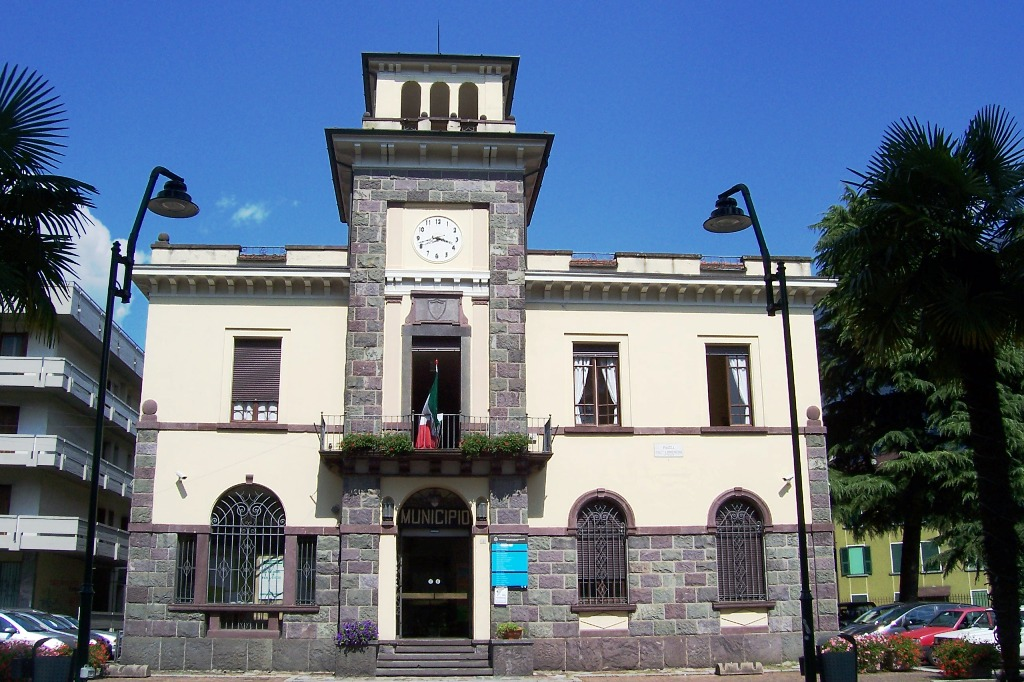
Il municipio di Darfo Boario Terme, nella frazione di Corna

| Sindaco                     | Sindaco        | Sindaco           | Partito      | Coalizione     | Coalizione      | Mandato        | Mandato         | Elezione |
| Sindaco                     | Sindaco        | Sindaco           | Partito      | Coalizione     | Coalizione      | Inizio         | Fine            | Elezione |
| --------------------------- | -------------- | ----------------- | ------------ | -------------- | --------------- | -------------- | --------------- | -------- |
| 1                           |                | Giorgio Cemmi     | DC           |                | DC-PRI          | 31 agosto 1984 | 19 ottobre 1989 | 1984     |
| 1                           |                | Giorgio Cemmi     | DC           | DC-PRI-PSI-PLI | 19 ottobre 1989 | 14 giugno 1994 | 1989            |          |
| Elezione diretta (dal 1994) |                |                   |              |                |                 |                |                 |          |
| 2                           |                | Luigi Pelamatti   | AN           |                | centro-destra   | 14 giugno 1994 | 25 maggio 1998  | 1994     |
| 2                           | 25 maggio 1998 | Luigi Pelamatti   | AN           | 28 maggio 2002 | centro-destra   | 1998           |                 |          |
| 3                           |                | Francesco Abondio | FI           |                | centro-destra   | 28 maggio 2002 | 29 maggio 2007  | 2002     |
| 3                           | 29 maggio 2007 | Francesco Abondio | FI           | 7 maggio 2012  | centro-destra   | 2007           |                 |          |
| 4                           |                | Ezio Mondini      | lista civica |                | centro-sinistra | 7 maggio 2012  | 12 giugno 2017  | 2012     |
| 4                           | 12 giugno 2017 | Ezio Mondini      | lista civica | 27 giugno 2022 | centro-sinistra | 2017           |                 |          |
| 5                           |                | Dario Colossi     | lista civica |                | lista civica    | 27 giugno 2022 | in carica       | 2022     |

## Sport
La squadra di calcio del paese, l'Unione Sportiva Darfo Boario; nata nel 1937, è una delle prime società calcistiche della Val Camonica. Per la stagione 2018-19 milita in Serie D e disputa le proprie gare casalinghe allo "Stadio comunale di Darfo Boario Terme".